# Chirk
Chirk (wal. Y Waun) – miasto w północno-wschodniej Walii położone w hrabstwie miejskim Wrexham.